# Äthiopische Basketballnationalmannschaft
Die äthiopische Basketballnationalmannschaft ist die Auswahl äthiopischer Basketballspieler, welche die Ethiopian Basketball Federation auf internationaler Ebene, beispielsweise in Freundschaftsspielen gegen die Auswahlmannschaften anderer nationaler Verbände, aber auch bei internationalen Wettbewerben repräsentiert. Größter Erfolg war der fünfte Platz bei der ersten Afrikameisterschaft 1962. 1949 trat der nationale Verband dem Weltverband Fédération Internationale de Basketball (FIBA) bei. Im Januar 2014 wurde die Mannschaft nicht in der Weltrangliste der Männer geführt.

## Internationale Wettbewerbe

### Äthiopien bei Weltmeisterschaften
Die Mannschaft konnte sich bisher nicht für eine Weltmeisterschaft qualifizieren.

### Äthiopien bei Olympischen Spielen
Bisher gelang es der Mannschaft nicht, sich für die olympischen Basketballwettbewerbe zu qualifizieren.

### Äthiopien bei Afrikameisterschaften
Die Mannschaft kann bisher eine Teilnahme an der Afrikameisterschaft vorweisen:
| - 1962: 5. Platz - 1964: nicht qualifiziert - 1965: nicht qualifiziert - 1968: nicht qualifiziert - 1970: nicht qualifiziert - 1972: nicht qualifiziert - 1974: nicht qualifiziert - 1975: nicht qualifiziert - 1978: nicht qualifiziert - 1980: nicht qualifiziert - 1981: nicht qualifiziert - 1983: nicht qualifiziert - 1985: nicht qualifiziert - 1987: nicht qualifiziert | - 1989: nicht qualifiziert - 1992: nicht qualifiziert - 1993: nicht qualifiziert - 1995: nicht qualifiziert - 1997: nicht qualifiziert - 1999: nicht qualifiziert - 2001: nicht qualifiziert - 2003: nicht qualifiziert - 2005: nicht qualifiziert - 2007: nicht qualifiziert - 2009: nicht qualifiziert - 2011: nicht qualifiziert - 2013: nicht qualifiziert |

### Äthiopien bei den Afrikaspielen
Die Basketballnationalmannschaft Äthiopiens nahm bisher nicht an den Wettbewerben der Afrikaspiele teil.